# Springfield Model 1866
Die Springfield Model 1866, auch U.S. Springfield Allin Conversion Model 1866, Springfield Breech-Loading Rifle Musket, Model 1866 oder second Allin, war ein Hinterladergewehr, das von 1867 bis 1869 hergestellt wurde. Es entstand als Aptierung des Springfield Model 1861-Vorderladers.

## Entwicklung

### Vorgeschichte
Bereits vor dem amerikanischen Bürgerkrieg gab es Bestrebungen, Hinterlader mit Metallpatronen in die U.S. Army einzuführen. Aus Kostengründen wurden Aptierungen vorhandener Vorderlader, speziell der U.S. Model 1861 Rifle-Musket, einem Minié-Gewehr, kompletten Neukonstruktionen vorgezogen. Die sogenannte Morse-Konversion, die eine Zentralfeuerpatrone verwendete, war zu Beginn des Bürgerkrieges bereits zur Einführung vorgesehen, doch der Ausbruch des Krieges stoppte alle weiteren Arbeiten. Nach dem Ende des Krieges waren die Vorderlader waffentechnisch überholt und die Umstellung auf Hinterlader wurde dringend erforderlich.
Erskine S. Allin, der oberste Waffenmeister der Springfield Armory, hatte bereits das Model 1865 entwickelt, das eine Randfeuerpatrone im ursprünglichen Vorderladerkaliber .58 verwendete.

### Technik

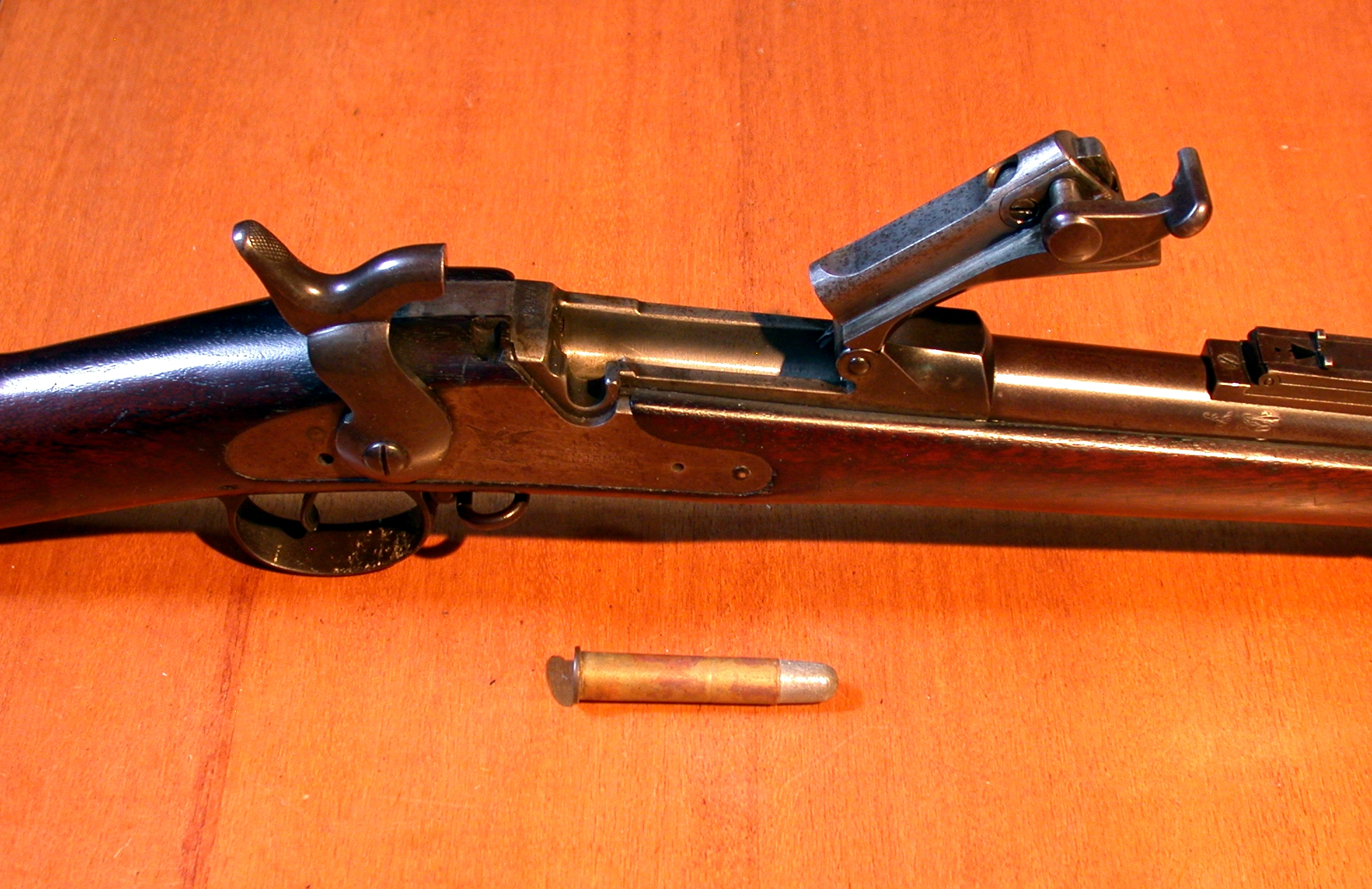
Scharnierverschluss geöffnet, hier am Beispiel einer Springfield M1888

Diese Waffen waren mit Scharnierverschlüssen (englisch hinged breechblock) versehen, da diese relativ einfach das Aptieren der reichlich vorhandenen gezogenen Vorderladergewehre erlaubten. Es waren nur geringe Änderungen am Schaft erforderlich und das Schloss konnte erhalten bleiben. Um den Scharnierverschluss einbauen zu können, wurde die Kammer der Waffe oben aufgeschnitten. Der Hahn schlug nun nicht mehr auf ein Zündhütchen, sondern auf den im Verschluss eingebauten Schlagbolzen.

### Varianten

#### Model 1866 Rifle
Das Model 1865 hatte einige Schwächen offenbart, die Allin mit dem Model 1866 beseitigen wollte. Die wichtigste Änderung war die Umstellung auf das neue kleinere Kaliber .50. Dazu wurden die Läufe ausgebohrt, mit einem neuen Innenlauf versehen und neu gezogen. Weiterhin wurde der etwas komplizierte Auswerfermechanismus des Model 1865 durch eine einfachere und robuste Konstruktion ersetzt.
Die Waffe hatte drei Laufbänder und behielt das Visier des Model 1861. Es wurden etwa 52.000 Stück hergestellt.

#### Model 1866 Short Rifle
Im Zuge der Überholung von 26.000 gebrauchten Model 1866 für den Export nach Frankreich wurde festgestellt, dass rund 1.500 Gewehre Beschädigungen im Mündungsbereich aufwiesen, hauptsächlich durch Abfeuern mit verstopfter Mündung. Diese Läufe wurden um 4" gekürzt und mit gekürzten Schäften des Modells 1863 komplettiert. Das Model 1866 Short Rifle hatte nur zwei Laufbänder.

#### Model 1866 Cadet Rifle
Zwischen 1867 und 1868 wurden 424 Cadet rifles für den Gebrauch in der Militärakademie West Point hergestellt. Diese waren maßstäblich verkleinerte Ausgaben des Model 1866, ebenfalls im Kaliber .50-70. Das Korn wurde auf den gekürzten Lauf weichgelötet.

## Munition

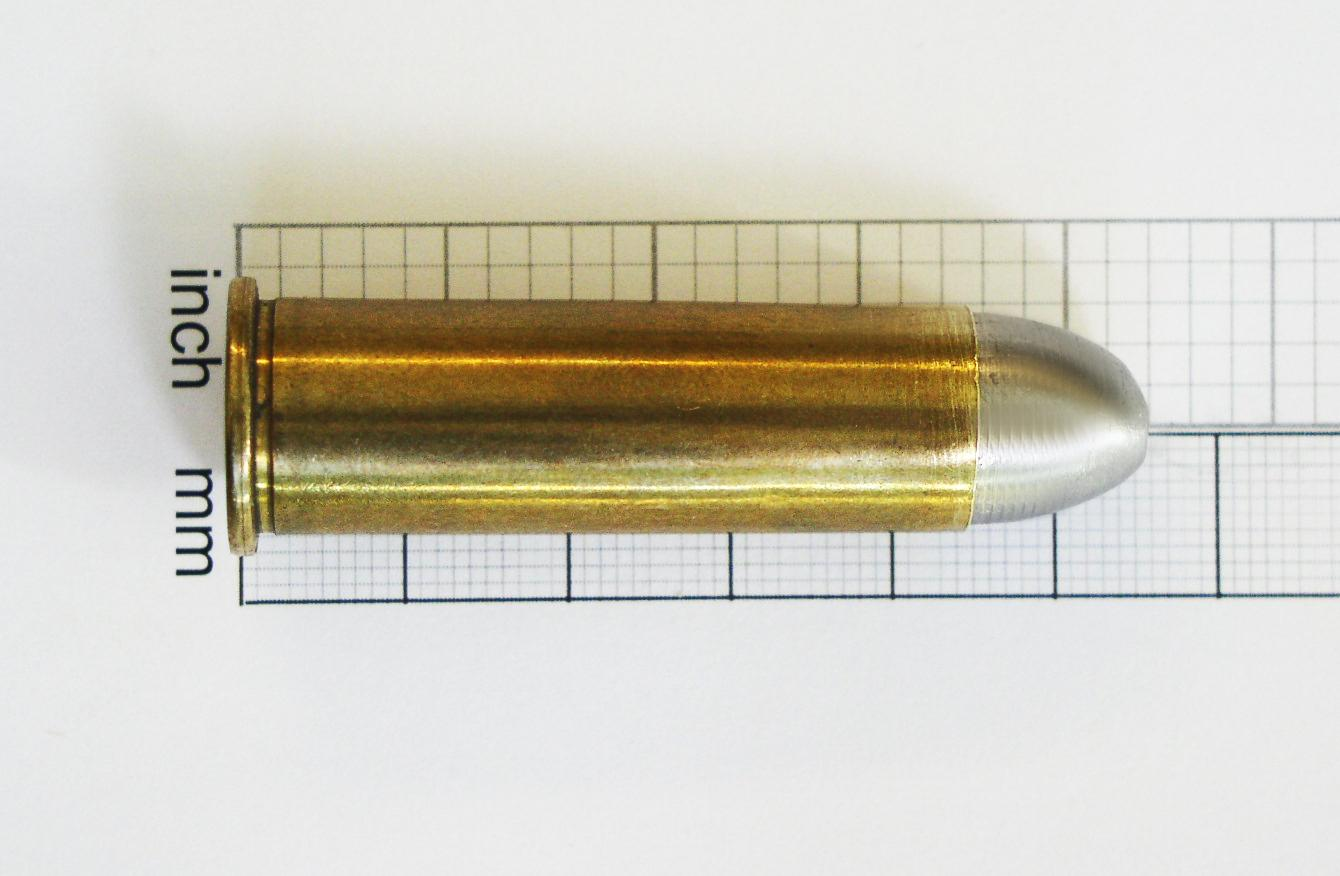
.50-70 Government

Die Patrone .50-70 Government wurde von Steven Vincent Benét am Frankford Arsenal entwickelt. Es handelt sich um eine Zentralfeuerpatrone mit Rand und gerader Hülse. Die Ladung bestand aus 4,5 g Schwarzpulver, das Vollbleigeschoss wog 29 g.
Die Mündungsgeschwindigkeit mit dieser Ladung betrug 384 m/s.

## Einsatz

### USA
Die Waffen wurden am 1. Juni 1867, als direkte Folge des Fetterman-Gefechts, an die Truppe ausgegeben.
Die Gewehre kamen erstmals im Herbst 1867 in den Gefechten bei Hayfield und dem Wagon Box Fight während des Red-Cloud-Kriegs zum Einsatz. Durch die gegenüber Vorderladern wesentlich höhere Feuergeschwindigkeit (ein geübter Schütze konnte bis zu 20 gezielte Schüsse pro Minute abgeben) war es der US-Armee möglich, die zahlenmäßig überlegenen Sioux und Cheyenne abzuwehren.
Bereits 1869/1870 wurden die Gewehre aus dem Frontdienst zurückgezogen und durch das Model 1868 ersetzt. Das Model 1866 wurde noch bis Mitte der 1870er-Jahre von Scouts und Büffeljägern benutzt.

### Frankreich
Rund 26.000 Model 1866 wurden 1870 an Frankreich verkauft, die dort im Deutsch-Französischen Krieg eingesetzt wurden.